# Mambusao
Mambusao es un municipio filipino de tercera clase, perteneciente a la provincia de Cápiz, en las Bisayas Occidentales.

## Historia
Hacia mediados del siglo XIX, el lugar tenía contabilizada una población de 6317 habitantes, repartidos en 1053 casas. Aparece descrito en el segundo volumen del Diccionario geográfico, estadístico, histórico de las Islas Filipinas (1851) de Manuel Buzeta Núñez y Felipe Bravo con las siguientes palabras:

MAMBUSAO: pueblo con cura y gobernadorcillo, en la isla de Panay, prov. de Capiz, dióc. de Cebú; sit. en los 126° 47' long., 11° 24' lat., á la orilla der. de un rio, terreno llano y clima templado. Tiene con sus barrios y anejos unas 1,053 casas, entre las que se cuentan la parroquial y la de comunidad, que son las mejoras del pueblo. La igl. parr. es de mediana fábrica: la escuela de primeras letras tiene una asignacion pagada de los fondos de comunidad; la igl. se halla servida por un cura secular. Confina el térm. por N. N. E. con el de Balete; por E. S. E. con el de Batang, matriz de aquel; por S. con el de Sigma, y por O. no tiene límites marcados. El terreno en general es llano y fértil; sus prod. son batante arroz, maiz, algodon, abacá, ajonjoli, algun tabaco, legumbres y frutas, y su ind. la agrícola y la fabricacion de algunas telas, en la que se emplean las mugeres. pobl. 6,317 alm., y en 1845 pagaba 2,501 trib., que hacen 25,010 rs. plata, correspondientes á 62,525 rs. vn.
(Buzeta y Bravo, 1851, pp. 208-209)

En 2020, tenía censados 40 690 habitantes.